# 殺人鬼 (横溝正史)
『殺人鬼』（さつじんき）は、横溝正史の短編推理小説。「金田一耕助シリーズ」の一つ。

## 概要と解説
本作は、1947年（昭和22年）12月から翌1948年（昭和23年）2月にかけて『りべらる』に分載にて発表された。角川文庫『殺人鬼』（ISBN 978-4-04-355504-8） 、春陽文庫『火の十字架』（ISBN 978-4-394-39521-8）に収録されている。近年のストーカー殺人を連想させるストーリーで、主人公の八代竜介を語り手としてストーリーが進行する。
作者と親交のあった濱尾四郎の戦前の作品に同名の作品があるが、本作との関連はないとのこと。

## あらすじ
6人もの女性を殺した連続殺人鬼が世間で騒がれているある晩、会合で帰りが遅くなった推理作家の八代竜介は、駅から吉祥寺の家に向う途中、美しい女性・加奈子から家の近くまで同道を頼まれる。八代は夜道の1人歩きは不安だということで、加奈子を自宅まで送り届けるが、彼女は殺人鬼を連想させる黒い外套と黒眼鏡に義足を付けた男に後をつけられていたようだった。
その一週間ほど後の夕方、八代の家に加奈子が飛び込んできた。義足の男に付きまとわれたのだという。加奈子が語るには、義足の男は出征前に一晩だけ共に過ごした彼女の戸籍上の夫・亀井淳吉だという。
亀井の出征後、加奈子は空襲で家を焼かれ、亀井の親戚筋の賀川家に世話になるうちに亀井のいとこの賀川達哉と恋仲になり、2人で大阪から東京に出て事実上の夫婦となった。やがて終戦後、復員した亀井は加奈子を探し当てて復縁を迫ったが、加奈子が拒否したため、それ以来亀井は加奈子を付け回し始めたというのである。
亀井の足音が聞こえなくなったため加奈子を送り出した八代の元に、今度は達哉の妻の梅子が訪れる。加奈子が取り乱していた理由を尋ねる梅子に、加奈子に付きまとう亀井を恐れてのことであると八代が説明すると、梅子はひどく動揺した様子で帰ってしまう。
その夜、胸騒ぎを感じたのと加奈子に会いたい気持ちから賀川家を訪ねようとした八代は、家の前で近所の住人から変な物音と怒鳴り声が聞こえたと聞かされる。そうして家の中に入ると、達哉が鈍器で何度も殴られて殺されているのを発見する。さらに加奈子も首を絞められた状態で失神していた。そのとき、義足の足音が聞こえてきて、逃げ去る義足の男の後を追った八代たちだが、義足の男を発見することはできなかった。そして、一命を取り留めた加奈子は、犯人は義足の男・亀井だと証言した。しかし、それ以来亀井の行方は杳として知れなかった。
それから数日後、ふと義足の男が逃げ去ったと思われる道をたどっていった八代は、そこで粗末なお釜帽によれよれの袷と折り目のたるんだ袴を着た男が、ゴミためをあさっているところに出くわす。その男は金田一耕助と名乗り、ゴミの中から義足の男が突いていたステッキと、偽の義足を掘り出した。
金田一の発見と、八代も加奈子も義足の男の顔を見たわけではなく黒眼鏡と義足の姿だけで亀井だと思い込んでいたことから、義足の男は亀井ではなかったという疑いが出てきて、2人は何度も警察の取り調べを受けることになる。そんなある日、達哉の妻の梅子が毒をのんで死ぬ。梅子が達哉殺しの犯人であろうという論調の新聞記事を読み、何となく物足りなさを感じる八代に、真犯人が凶刃を向ける。

## 登場人物
金田一耕助（きんだいち こうすけ）
私立探偵。
八代竜介（やしろりゅうすけ）
探偵作家。
亀井加奈子（かめい かなこ）
27、8歳の典雅な貴婦人を思わせる美人。
亀井淳吉（かめい じゅんきち）
加奈子の夫。結婚後すぐに出征し、片目が義眼、片足が義足の身で復員する。
賀川達哉（かがわ たつや）
加奈子と駆け落ちした内縁の夫。淳吉のいとこ。45、6歳の浅黒い顔色の陰気な男。ヤミブローカー。
賀川梅子（かがわ うめこ）
達哉の妻。40歳前後。女学校の経営者。
浅野
賀川家の隣人。医者。八代と共に達哉の死体を発見する。
浅野妙子
浅野の妻。達哉殺害現場から去っていく義足の男を目撃する。

## テレビドラマ

### 1988年版
TBSテレビ系の2時間ドラマ枠『ザ・ロードショー』にて、「名探偵金田一耕助の傑作推理」の第8作として、1988年7月26日に放送。
- 八代竜介は登場せず、現場近くで留守番を依頼されていた金田一が原作の八代の役割を担っている。
- 原作で行方不明の闇ブローカーたちは、お化け屋敷で死体が発見され当初から殺人事件とされている。
- お化け屋敷の前で加奈子が古着屋の露店を営んでいて等々力が金田一を私立探偵だと紹介しており、加奈子は金田一の目を逸らすため「よく似た別人」を装って金田一に同道を頼む。
- 梅子の自殺後、金田一は証拠返却を口実に加奈子を訪れ、亀井に扮した等々力の姿を見せる。その夜、賀川宅が火事で全焼し、駅前でモク拾いをしていた女性が身代わりの死体となって見つかり、亀井の死体も発見される。
- 金田一が汽車から振り落とされ鉄橋から川に転落して死亡記事が出た後、加奈子の露店（原作の「園部菊江」の住居に対応）を訪ねて真相を暴露する。

#### スタッフ
- 脚本：岡本克己
- 監督：藤井克彦

#### キャスト
- 金田一耕助：古谷一行[注 3]
- 等々力：ハナ肇
- 賀川達也：清水綋治
- 賀川梅子：星由里子
- 亀井加奈子：藤真利子
- 亀井淳吉：笹野高史
- お化け屋敷の男：嵯峨周平
- モク拾いの女：田岡美也子
- モク拾いの男：大村千吉

### 2016年版
NHK BSプレミアムの『シリーズ横溝正史短編集 金田一耕助登場！』の第2回として、2016年11月25日に放送。
科白やナレーションのほぼ全てを原作から抽出した文言とし、ストーリーも以下のような軽微な差異のみである。
- Y小路には八代竜介自身の自宅がある。最初に加奈子に同道したとき、賀川が八代宅の前まで出迎えており、亀井もそこに現れた。
- 浅野医師の妻は現れない。
- 賀川には女子が2人あると説明される（原作では1人は女学校の生徒だが、もう1人の性別は不明）。

冒頭の「殺人犯が500人に1人いる」という導入は、防空壕（自然の洞穴を利用したと思われるもの）を発掘している金田一を背景に語られる。
なお、撮影は真岡市の岡部記念館「金鈴荘」で行われた。

#### スタッフ
- 演出、脚本：佐藤佐吉

#### キャスト
- 金田一耕助：池松壮亮
- 八代竜介：松居大悟
- 亀井淳吉：村松卓矢
- 加奈子：福島リラ
- 賀川達哉：永野
- 賀川梅子：岩井志麻子
- 浅野：森下能幸
- 刑事：佐藤佐吉